# ایمبر
ایمبر (به انگلیسی: Imber) یک روستای بدون سکنه در بخشی از زمین‌های آموزشی ارتش بریتانیا در دشت سالسبری، ویلتشرانگلستان است. این منطقه در یک منطقه جدا شده از دشت واقع در حدود ۴ کیلومتری غرب از جاده A360 بین تیلشده و غرب لارتینگتون واقع شده‌است. کل عموم مردم غیرنظامی در سال ۱۹۴۳ برای انجام تمرین منطقه‌ای برای سربازان آمریکایی که برای جنگ در اروپا در جنگ جهانی دوم آماده می‌شدند، اخراج شدند. پس از جنگ، روستاییان مجاز به بازگشت به خانه‌هایشان نبودند. روستای، که اکنون بخشی از حومه شهر هیثبوری است، با وجود تلاش‌های بسیاری که ساکنان سابق برای بازگشت به آن، تحت کنترل وزارت دفاع قرار دارند، همچنان تحت کنترل وزارت دفاع است. دسترسی غیرنظامی به چند روز باز در سال محدود است.

## تاریخچه

### تاریخ اولیه
حل و فصل در منطقه آغاز شد قبل از دوره حکومت رومی، در عصر آهن بریتانیا یا قبل از آن. چندین مسیر باستانی منجر به و از روستا است. اولین شواهد مستند از وجود Imber از زمان ساکسون، با اشاره به روستا در 967. Imber نیز در کتاب Domesday، که در آن اعتقاد بر این است که جمعیت حدود پنجاه تا به حال ثبت شده‌است. کلیسای روستای سنت گیلز از قرن ۱۳ میلادی و نقاشی‌های دیواری قابل توجه از ۱۵ سالگی است. در قرن چهاردهم جمعیت روستا به حدود ۲۵۰ نفر افزایش یافت، جایی که اعتقاد بر این است که تا قرن نوزدهم باقی مانده‌است. جمعیت در اوج خود در ۴۴۰ قرار دارد که در سرشماری سال ۱۸۵۱ ثبت شده‌است و زمان رها شدن Imber به حدود ۱۵۰ رسیده‌است.
Imber همیشه یک جامعه منزوی بود، دشت Salisbury نسبتاً کم جمعیت بود و اکثر ساکنان آن در کشاورزی یا کار می‌کردند که مستقیماً به آن وابسته بود.</ref> روستا یک شکل ضخیم مانند یک روستای خطی داشت و خیابان اصلی آن مسیری را که به نام Imber Dock شناخته می‌شد دنبال کرد. تنها ساختمان برای زنده ماندن در یک شرایط معقول، کلیسا است و بقیه آن توسط ارتش از بین می‌رود یا تخریب می‌شود. در سال ۱۹۴۳ نیز یک کلیسای باپتیست (که در سال ۱۸۳۹ ساخته شد، در اواخر دهه ۱۹۷۰ تخریب شد)، یک اداره پست و یک کافه بن Bell Inn که هنوز هم وجود دارد، وجود دارد. همان‌طور که خانه حیاط، Imber دادگاه. همچنان همچنان یک مزرعه، خانه‌های مزرعه، اتاق مدرسه و چهار بلوک نوعی «شورای خانه» ساخته شده در سال ۱۹۳۸ است.

### اخراج و استفاده نظامی

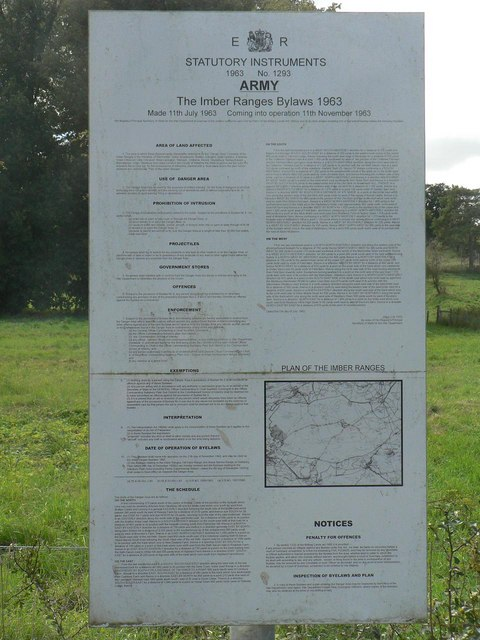
The Imber Ranges Bylaws

در اواخر قرن نوزدهم، دفتر جنگ شروع به خرید زمین در دشت سالیسبوری کرد، عمدتاً به شرق Imber، و استفاده از آن برای ماشین آلات. از اواخر دهه ۱۹۲۰ مزارع اطراف Imber خریداری شد و همچنین زمین‌هایی که در آن روستا خود نشسته بود. فشار افسردگی کشاورزی، همراه با قیمت‌های خوب ارائه شده توسط ارتش، فروش زمین را تشویق می‌کرد، و چند تن از آن‌ها تحت شرایط جدید اجاره آن‌ها قرار می‌گرفت. این به دفتر جنگ اجازه داد تا در صورت لزوم شاهد کنترل و بیرون راندن ساکنان باشیم. در زمان جنگ جهانی دوم، تقریباً تمام سرزمین در داخل و اطراف آن، به استثنای کلیسا، وکیل، کلیسا، اتاق مدرسه و Bell Inn متعلق به دفتر جنگ بود.
در ۱ نوامبر ۱۹۴۳، با آمادگی برای تهاجم متفقین به سرزمین اصلی اروپا، مردم Imber به جلسه در کلاس درس روستا دعوت شدند و به مدت ۴۷ روز اطلاع دادند که خانه‌هایشان را ترک کنند. Imber برای استفاده از نیروهای آمریکایی برای مبارزه با خیابان‌ها مورد استفاده قرار گرفت. شواهد ریچارد مدیگان به کمیته زمین‌های حفاظتی (DLC) اظهار داشت که عملیات مبارزه با خیابان هرگز انجام نگرفته و وظایف او و دیگران حفظ روستا برای بازپرداخت مناسب روستاییان است. دلیل خروج، نزدیکی روستا به مناطق تحت تأثیر قرار دادن پوسته بود. اگرچه اغراق در مورد مجبور شدن به ترک، اکثر روستائیان مقاومت نداشتند، حتی باقی ماندن مواد کنسروی در آشپزخانه خود و برداشتن این دیدگاه که وظیفه آن‌ها این است که در تلاش برای جنگ در این راه کمک کنند - فداکاری در جبهه اصلی برای بزرگتر خوب جبران خسارت برای این حرکت محدود بود و اشغالگران یک مزرعه باید توسط نیروهای ارتش اخراج شوند. گفته می‌شود آلبرت ناش، که بیش از چهل سال است که آهنگر روستا بوده‌است، بر روی غضب خود غلبه کرده‌است و بعداً به عنوان نخستین ساکن درگذشت و برای دفن به Imber بازگشت.
پس از جنگ، روستا به‌طور گسترده‌ای برای آموزش استفاده شد، به ویژه آماده شدن سربازان برای وظایف خود در محیط‌های شهری ایرلند شمالی. چندین ساختمان خالی مانند خانه در طول دهه ۱۹۷۰ برای کمک به آموزش و پرورش ساخته شده‌است، و این در کنار کلیسا، Bell Inn و Imber دادگاه، که امروز برجسته‌ترین Imber است. اگر چه آموزش در Imber ادامه می‌یابد، یک مجتمع جنگی ساخته شده برای هدف برای مقاصد نزدیک در Copehill Down (تقریباً ۳ مایل SE) اخیراً تمرکز این نوع آموزش بوده‌است، زیرا این سایت آسان‌تر است تا انطباق یابد تا مناطق را که سربازان احتمالاً مستقر خواهند شد.

### تلاشهای بازسازی
بسیاری از ساختمان‌های روستا پس از جنگ، زمانی که عملیات نظامی انگلیس آغاز شد، پس از جنگ و خسارات ناشی از انفجار رنج می‌بردند و به شدت تحت تأثیر شرایط آب و هوایی قرار گرفتند. اگرچه روستاییان گفته بودند که می‌توانند در عرض شش ماه بازگردند، این مجاز نبوده‌است. شواهد مستند در مورد یک توافق‌نامه بازگشت تنها در جلسات کمیته کمیته زمین‌های دفاع بود. در پایان جنگ، تلاش برای بازگرداندن Imber به شرایط پیش از جنگ آغاز شد - هرچند آسیب بسیار کمی بود - اما تصمیمی گرفته شد که از کنترل خارج نشود.
یک تظاهرات در روستا در سال ۱۹۶۱ سازماندهی شد تا تقاضای روستاییان برای بازگشت به آن را داشته باشد و بیش از ۲۰۰۰ نفر از جمله بسیاری از ساکنان سابق حضور داشتند. یک تحقیق عمومی برگزار شد و به نفع استفاده مداوم نظامی Imber بود.
این موضوع در مجلس لردها مطرح شد و تصمیمی گرفته شد که کلیسا حفظ شود و هر ساله در روز شنبه نزدیک به روز سنت گیلز، عبادت باز باشد، که ادامه دارد.
تلاش‌های بعدی برای بازگرداندن Imber در اوایل دهه ۱۹۷۰ اتفاق افتاد، زمانی که کمیته زمین‌های دفاعی (DLC) به وظیفه مورد نیاز برای حفظ سرزمین‌های وزارت دفاع داده شد. مورد Imber قبل از DLC توسط دیوید ج جانسون، پژوهشگر Imber، نشان داده شد؛ ریچارد مادیگان، سرباز پیشین که به تخلیه روستا کمک کرد - و به وعده بازگشت پس از جنگ شهادت داد - و رکس متریس، یک خلبان جنگنده جنگی. آن‌ها توسط آستین آندروود کمک کردند، که این کمپین را در اوایل دهه ۱۹۶۰ هدایت کرد و با شواهد کتبی از روستاییان سابق حمایت کرد. به رغم تمام شواهد اضافی، از جمله اولین بار ظهور از سال ۱۹۴۳ از نامه اصلی اخراج (که نشان داد بازگشت)، DLC توصیه می‌شود که روستا برای استفاده نظامی حفظ شود.

### کلیسای کلیسای سنت گیلز
کلیسای کلاس من ذکر شده‌است.
بر خلاف سایر بخش‌ها، کلیسای سنت گیلز و قبرستان آن در دست اسقف اعظم سلیسبوری باقی ماند، اگر چه دسترسی به آن توسط وزارت دفاع و تحت کنترل آن بود. Bell Inn در اواسط دهه ۱۹۵۰ به وزارت دفاع و کلیسای باپتیست در اواخر دهه ۱۹۷۰ فروخته شد. سرزمین مقدس Imber در نهایت به Heitsbury همسایه، به جنوب متصل شد، در حالی که برای کلیسای انگلیس مقاصد کلیسای Imber، به ادیان Edington، به شمال متصل شد. این کلیسای کلیسایی Edington-with-Imber مسئول یکی دیگر از کلیسای ثبت شده باستانی، ادینگتون پریوری و سنت گیلز بود. براساس گزارش مطبوعات کلیسای انگلستان، سال ۲۰۰۱، روشن شد که سنت گیلز «نیاز به تعمیرات گسترده داشت.» از آنجاییکه «شورای کلیسا کلیسا برای اداره یک ساختمان که تنها یک بار در سال به آن‌ها دسترسی داشت تنها برای عبادت امکان‌پذیر نیست»، PCC Edington-with-Imber درخواست کرد که کلیسای Imber از کار بیندازد در فرایند آموزشی که در سال ۲۰۰۵ با به دست آوردن کلیسا در اعتماد حفاظت از کلیساها به پایان رسید، پایان یافت. در همین حال، برج کلیسا در سال ۲۰۰۳ به علت رعد و برق و ساختار تضعیف شده‌است، اما کارهای بازسازی در سال ۲۰۰۸ آغاز شد و خدمات سالانه در سپتامبر ۲۰۰۹ به اتمام کارها بازمی‌گردد.
خدمات کلیسای سالانه در روز شنبه نزدیک به روز سنت گیلز، توسط ساکنان سابق از جمله کن میکچل (نوه آلبرت ناش) بوده‌است؛ پسر آخرین مدرس، جان ویلیامز؛ سربازانی که از آموزش روستا استفاده می‌کنند و عموم مردم. این روستا در موارد دیگری به بازدید کنندگان باز می‌شود؛ به‌طور کلی این‌ها تعطیلات بانکی و کریسمس هستند. از روزهای ۲۰۰۹ تا ۲۰۱۲ خدمات شنوایی قبل از کریسمس در اختیار کارول قرار گرفته‌است.

## سرشماری
ایمبر هنوز در پرونده سرشماری انگلستان ثبت شده‌است. جمعیت در سال ۱۸۵۱ به ۴۴۰ نفر رسید که تا سال ۱۹۳۱ به ۱۵۲ کاهش یافت و آخرین سرشماری اشغال شد. سرشماری بعدی بعد از سال ۱۹۳۱ در سال ۱۹۵۱ بود، زمانی که تعداد ساکنان به عنوان "۰" ذکر شد، وضعیتی که همچنان در نتایج سرشماری نشان داده می‌شود. .

## حکومتداری
تقریباً شصت سال پس از حذف روستاییان، [ملک مورد نیاز] کلیسای مقدس Imber به پایان رسید و منطقه آن در ادوار مجاور Heittsbury ثبت شد. یک شورای روستایی که "Heitsbury, Imber and Knook" شناخته می‌شود، این ولسوالی و همسایه آن Knook را پوشش می‌دهد. هرچند که هیچ انتخابی ندارد، Imber در مجلس نماینده گان برای ویلتشایر جنوب غربی، اندرو ماریونسون نمایندگی می‌کند؛ و در شورای ویلتشایر توسط کریستوفر نیوبوری.
به استثنای کلیسای سنت گیلز، کلیسای سابق متعلق به وزارت دفاع است و به عنوان بخشی از منطقه تمرین دشت سالسبری آن اداره می‌شود.

## فرهنگ محبوب
ویژگی‌های Imber در فیلم Catch Us اگر شما می‌توانید (۱۹۶۵)، اولین فیلم کارگردان جان بوورمن و یک وسیله نقلیه برای گروه پاپ بریتانیا دیو کلارک پنج.
ویکتور کانین در سال ۱۹۷۲ برای نوجوانان The Runaways، یوزپلنگ‌هایی که از پارک Longleat Safari فرار کرده‌اند، دامن خود را در محدوده شلیک در نزدیکی Imber می‌گذارد و توله‌هایش توسط قهرمان جوان Smiler پیدا می‌شود.
رمان 2013 The Sea Change توسط Joanna Rossiter مراحل تخریب Imber و تجربیات بعدی شخصیت‌های خیالی روستا در جنگ و سال‌های پس از جنگ را بررسی می‌کند.
Neil Spring'رمان نیل بهار ۲۰۱۷ «روستای گمشده»، یک داستان ارواح شامل شکارچی شبح هری قیمت، در Imber قرار دارد.

## نگارخانه

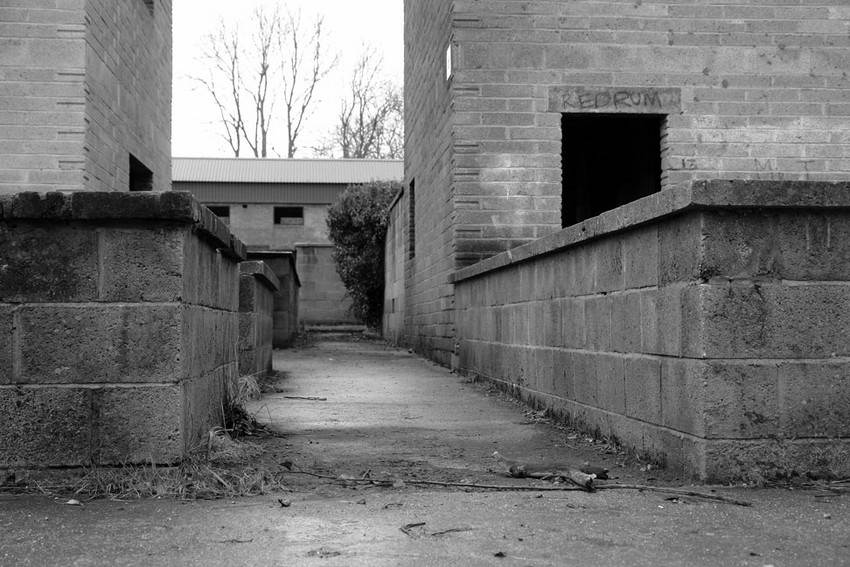
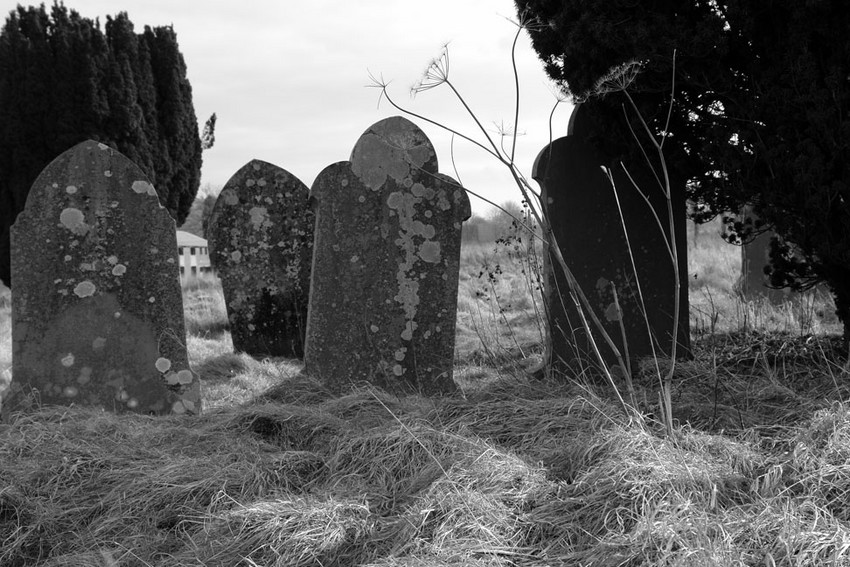
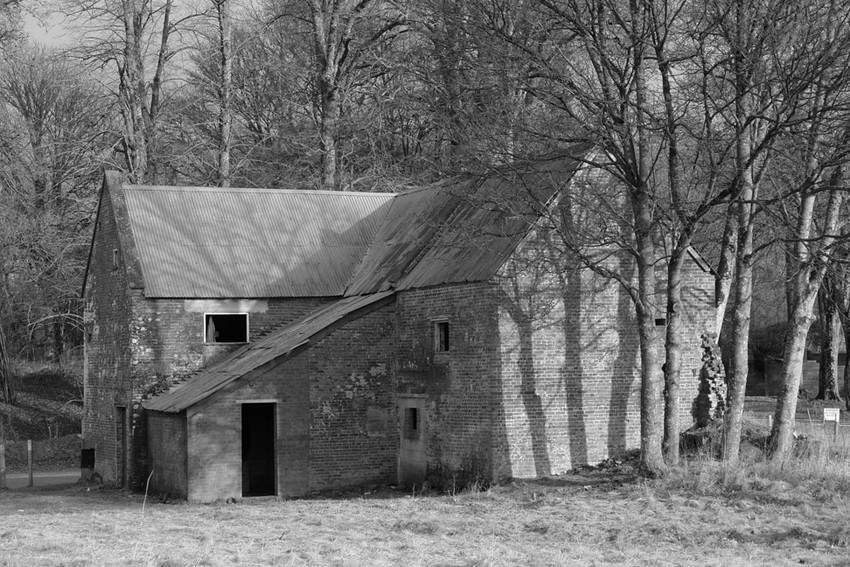
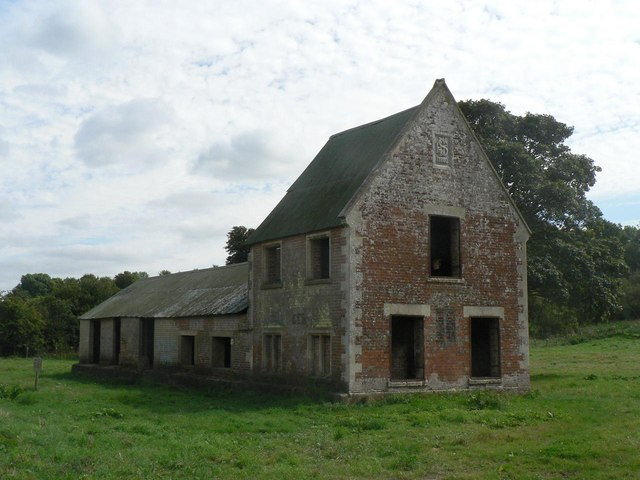
The former Seagrams Farm
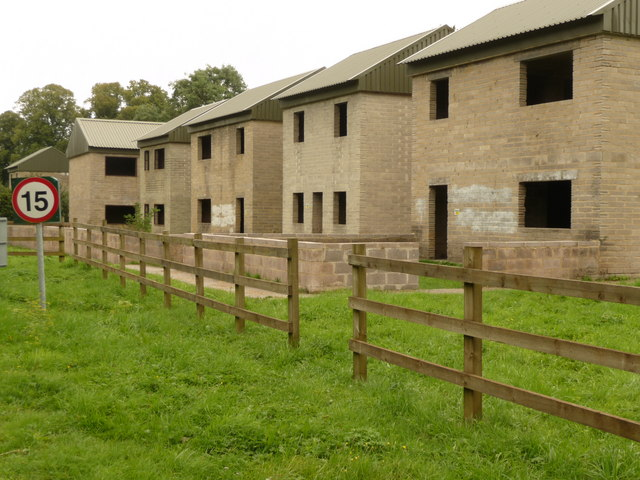
خانه‌ها برای اهداف آموزشی استفاده می‌شود
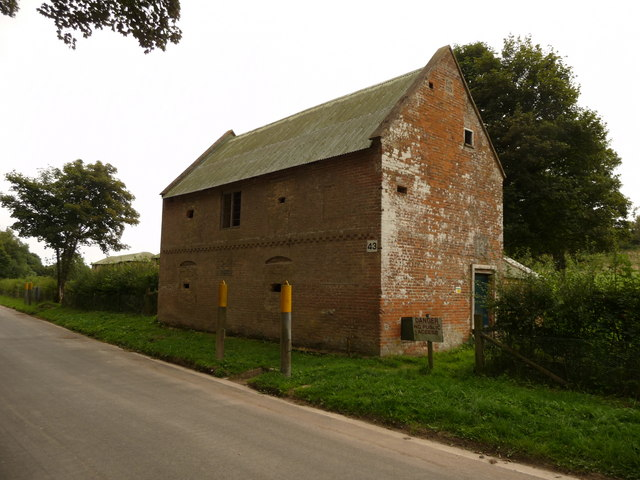
این ساختمان به نام "بل" شناخته می‌شد
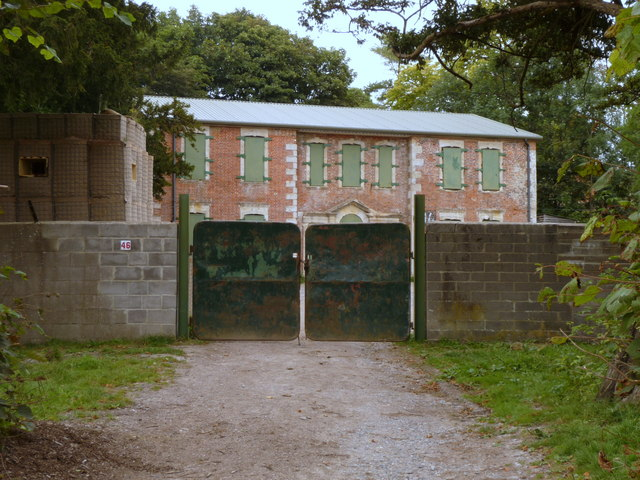
ساختمان دادگاه
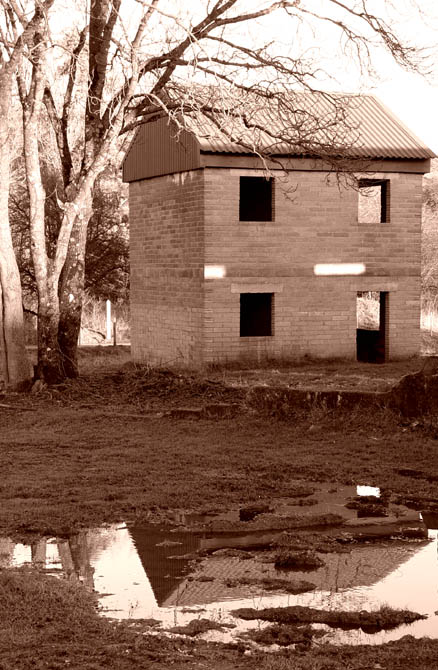
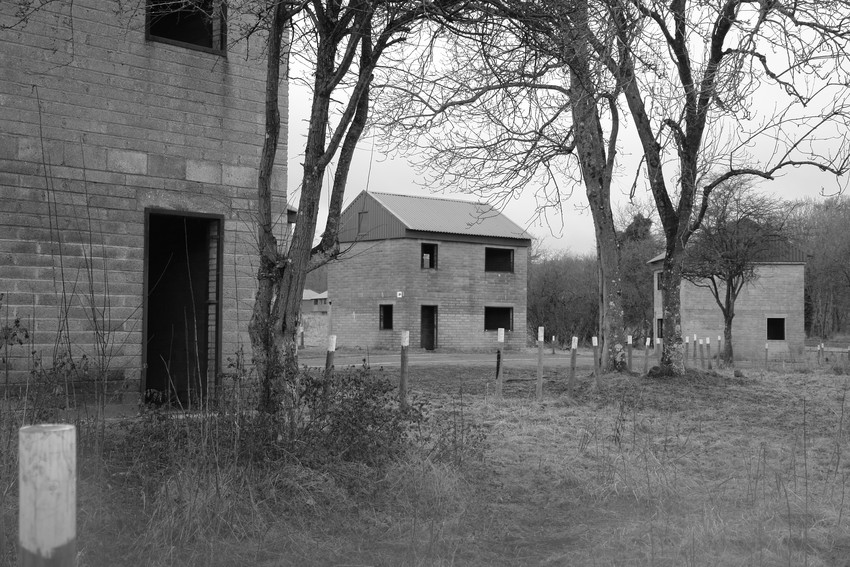
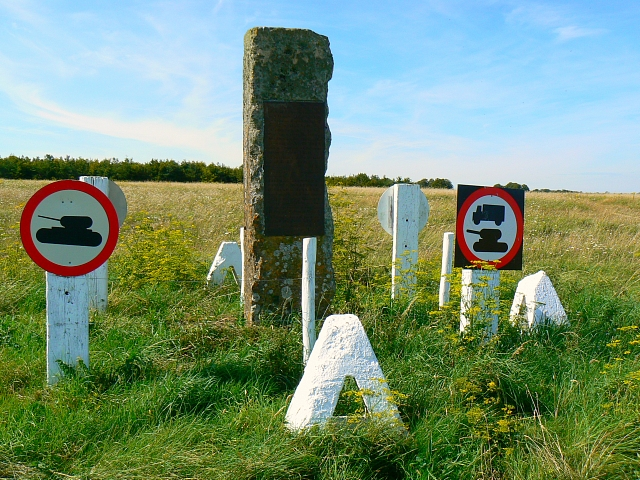
بنای یادبود قربانی بزرگراه‌ها، رنج

## همچنین بخوانید
- Bodington, E.J. (1919). "The Church Survey in Wiltshire 1649–50". Wiltshire Archaeological and Natural History Magazine. 41: 23–5. Archived from the original on 27 July 2009. Retrieved 26 January 2021.
- Glanfield, Edgar (1922). "The Dew Pond Makers of Imber". Wiltshire Archaeological and Natural History Magazine. 42: 73–5. Archived from the original on 27 July 2009. Retrieved 26 January 2021.
- Kite, Edward (1920). "Imber and Imber Court". Wiltshire Archaeological and Natural History Magazine. 41: 212.
- Ponting, C.E. (1889). "Church of St. Giles, Imber". Wiltshire Archaeological and Natural History Magazine. 25: 13–15. Archived from the original on 27 July 2009. Retrieved 26 January 2021.
- Powell, J.U. (1918). "The Derivation of Imber". Wiltshire Archaeological and Natural History Magazine. 40: 362.
- Revels, G.S. (c. 1972) A Thousand years of History: a short guide to St Giles Church and the Parish of Imber.
- Sawyer, Rex (2001). Little Imber on the Down: Salisbury Plain's Ghost Village. East Knoyle: Hobnob Press. ISBN 0-946418-06-3.